# Stazione di Kōjimachi
La Stazione di Kōjimachi (麹町駅?, Kōjimachi-eki) è una stazione della metropolitana di Tokyo, si trova a Chiyoda. La stazione è servita dalla linea Yūrakuchō della Tokyo Metro.

## Struttura
La stazione è dotata di una piattaforma a isola con due binari.
| 1 | Linea Yūrakuchō | per Nagatachō, Yūrakuchō e Shin-Kiba        |
| 2 | Linea Yūrakuchō | per Ikebukuro, Wakōshi, Shinrinkōen e Hannō |

## Stazioni adiacenti
| «               | Servizio        | »               |
| Linea Yūrakuchō | Linea Yūrakuchō | Linea Yūrakuchō |
| --------------- | --------------- | --------------- |
| Ichigaya        | -               | Nagatachō       |